# Luke Browning
Luke Browning (ur. 31 stycznia 2002 w Kingsley, Cheshire) – brytyjski kierowca wyścigowy, startujący w Formule 2 i Formule 3 w sezonie 2024. Mistrz Brytyjskiej Formuły 4 (2020) oraz II wicemistrz Formuły 3 w sezonie 2024.
Browning jest członkiem akademii Williamsa.

## Podsumowanie
| Legenda oznaczeń w tabelach wyników Wyświetl szablon na nowej stronie | Legenda oznaczeń w tabelach wyników Wyświetl szablon na nowej stronie                                                                     |
| Oznaczenie                                                            | Wyjaśnienie |
| --------------------------------------------------------------------- | --- |
| Złoty                                                                 | Zwycięzca lub mistrzostwo |
| Srebrny                                                               | 2. miejsce lub wicemistrzostwo |
| Brązowy                                                               | 3. miejsce lub II wicemistrzostwo |
| Zielony                                                               | Ukończył, punktował (w klasyfikacji generalnej, gdy zdobył co najmniej jeden punkt na przestrzeni sezonu, poza trzema powyższymi opcjami) |
| Niebieski                                                             | Ukończył, nie punktował (w klasyfikacji generalnej, gdy nie zdobył co najmniej jednego punktu na przestrzeni sezonu)                      |
| Czerwony                                                              | Nie zakwalifikował się (NZ) |
| Czerwony                                                              | Nie prekwalifikował się (NPK) |
| Różowy                                                                | Nie ukończył (NU) |
| Różowy                                                                | Niesklasyfikowany (NS) (w klasyfikacji generalnej, gdy nie został sklasyfikowany w żadnym wyścigu sezonu)                                 |
| Czarny                                                                | Zdyskwalifikowany (DK) |
| Czarny                                                                | Wykluczony (WYK/EX) |
| Biały                                                                 | Nie wystartował (NW) |
| Biały                                                                 | Kontuzjowany (K/INJ) |
| Biały                                                                 | Wyścig odwołany (OD/C) |
| Bez koloru                                                            | Został wycofany (WYC/WD) |
| Bez koloru                                                            | Nie przybył (NP/DNA) |
| Bez koloru                                                            | Nie brał udziału w treningach (NT/DNP) |
| Bez koloru                                                            | Nie został zgłoszony (–) |
| Pogrubienie                                                           | Start z pole position |
| Kursywa                                                               | Najszybsze okrążenie wyścigu |
| †                                                                     | Nie ukończył, ale jego rezultat został zaliczony ze względu na przejechanie więcej niż 90% dystansu wyścigu.                              |
| *                                                                     | Sezon w trakcie |
| 1/2/3                                                                 | Punktowana pozycja w sprincie kwalifikacyjnym                                                                                             |
| Lista systemów punktacji Formuły 1                                    | |

| Sezon | Seria                                     | Zespół             | Starty           | P1               | PP               | NO               | Podia            | Punkty           | Pozycja          |
| ----- | ----------------------------------------- | ------------------ | ---------------- | ---------------- | ---------------- | ---------------- | ---------------- | ---------------- | ---------------- |
| 2016  | Junior Saloon Car Championship            | MADE Motorsport    | 18               | 1                | 1                | 2                | 3                | 116              | 9                |
| 2017  | Ginetta Junior Championship               | Richardson Racing  | 26               | 0                | 1                | 0                | 0                | 210              | 11               |
| 2017  | Junior Saloon Car Championship            | MADE Motorsport    | 1                | 0                | 0                | 0                | 0                | 1                | NS               |
| 2018  | Ginetta Junior Championship               | Richardson Racing  | 26               | 8                | 3                | 8                | 18               | 648              | 3                |
| 2019  | Brytyjska Formuła 4                       | Richardson Racing  | 30               | 2                | 2                | 1                | 9                | 268,5            | 6                |
| 2020  | Brytyjska Formuła 4                       | Fortec Motorsport  | 26               | 7                | 6                | 7                | 16               | 412,5            | 1                |
| 2021  | Włoska Formuła 4                          | US Racing          | 3                | 0                | 0                | 1                | 1                | 27               | 15               |
| 2021  | ADAC Formuła 4                            | US Racing          | 18               | 2                | 0                | 2                | 8                | 220              | 3                |
| 2021  | Drexler Automotive Formula 4 Cup          | US Racing          | 2                | 2                | 2                | 1                | 2                | 50               | 3                |
| 2021  | GB3 Championship                          | Fortec Motorsports | 3                | 1                | 0                | 0                | 1                | 35               | 25               |
| 2022  | Formula 4 ZEA                             | Hitech Grand Prix  | 8                | 0                | 0                | 0                | 1                | 64               | 11               |
| 2022  | GB3 Championship                          | Hitech Grand Prix  | 24               | 5                | 5                | 8                | 13               | 507              | 1                |
| 2023  | Formula Regional Middle East Championship | Hitech Grand Prix  | 6                | 0                | 0                | 0                | 0                | 8                | 26               |
| 2023  | Formuła 3                                 | Hitech Pulse-Eight | 18               | 0                | 0                | 1                | 1                | 41               | 15               |
| 2023  | Grand Prix Makau                          | Hitech Pulse-Eight | 1                | 1                | 1                | 1                | 1                | N/A              | 1                |
| 2024  | Formuła 3                                 | Hitech Pulse-Eight | 20               | 2                | 2                | 2                | 3                | 128              | 3                |
| 2024  | Formuła 2                                 | ART Grand Prix     | 6                | 0                | 0                | 0                | 0                | 6                | 26               |
| 2024  | Formuła 1                                 | Williams Racing    | Kierowca testowy | Kierowca testowy | Kierowca testowy | Kierowca testowy | Kierowca testowy | Kierowca testowy | Kierowca testowy |